# The Ambassador's Daughter
The Ambassador's Daughter is een Amerikaanse romantische komedie in Cinemascope uit 1956 onder regie van Norman Krasna. De film, met Olivia de Havilland in de titelrol, werd destijds in Nederland uitgebracht onder de titel De dochter van de ambassadeur.

## Verhaal
Joan Fisk, de dochter van de Amerikaanse ambassadeur in Parijs, is dagelijks druk bezig met het vermaken van belangrijke gasten. Zo ontvangt ze de Amerikaanse senator Cartwright en diens vrouw, die vanuit morele overwegingen Amerikaanse soldaten een verlof in Parijs willen verbieden. De ambassadeur en Joan vinden dat jammer en willen Cartwright ervan overtuigen dat soldaten best brave jongens kunnen zijn. Daarop besluit Joan zich voor te doen als Frans model en uit te gaan met een sergeant, Danny Sullivan. 
Vergezeld door de man die niet weet van haar ware identiteit, bezoekt ze de verscheidene hoogtepunten van Parijs, waaronder de Eiffeltoren, Notre-Dame en diverse nachtclubs. De toestand groeit Joan echter boven het hoofd: ze raakt verstrikt in haar eigen netten en met haar een generaal, de senator, diens vrouw, de ambassadeur zelf en zelfs de Parijse Garde Mobile. De avond verloopt voorspoedig en Sullivan biedt haar zelfs een vliegticket naar de Verenigde Staten aan. Niet veel later krijgt ze echter te horen dat het aanbieden van valse vliegtickets een veelgebruikte scam is, waarop haar indruk van Sullivan geheel verandert. 
Later op de avond probeert Sullivan het 'Franse model' te vinden op een modeshow van Christian Dior, maar komt hier tot de ontdekking dat ze tegen hem heeft gelogen. Sullivan spot Joan samen met de Amerikaanse senator en veronderstelt dat deze man haar rijke minnaar is. Tijdens een balletvoorstelling even later wordt Sullivan uiteindelijk op de hoogte gesteld van Joans ware identiteit.

## Rolverdeling
| Acteur              | Personage                             |
| ------------------- | ------------------------------------- |
| Olivia de Havilland | Joan Fisk                             |
| John Forsythe       | Sergeant Danny Sullivan               |
| Myrna Loy           | Mrs. Cartwright                       |
| Adolphe Menjou      | Senator Jonathan Cartwright           |
| Tommy Noonan        | Korporaal Al O'Connor, Danny's vriend |
| Francis Lederer     | Prins Nicholas Obelski                |
| Edward Arnold       | Ambassadeur William Fisk              |
| Minor Watson        | Generaal Andrew Harvey                |

## Productie
Norman Krasna schreef in opdracht van Columbia Pictures het scenario in de begin jaren '50 onder de titel Speak to Me of Love. Aanvankelijk zouden er zes verschillende verhalen worden verteld, met in de hoofdrollen Shelley Winters, Farley Granger en tevens Jerry Wald als producent. De titel werd in maart 1954 veranderd naar The Ambassador's Daughter; Gene Tierney werd toen genoemd als de titelrolspeelster.
Uiteindelijk werd de film in 1956 op locatie in Parijs opgenomen. Olivia de Havilland, die toentertijd woonachtig was in Parijs, verving Gene Tierney. Voor De Havilland betekende deze film een terugkeer naar luchtige komedies; ze speelde in de jaren '40 en vroege jaren '50 hoofdzakelijk in melodrama's.
De rol van de senator zou aanvankelijk worden vertolkt door Melvyn Douglas, maar hij werd op een later stadium vervangen door Adolphe Menjoy. Dit tot groot ongenoegen van tegenspeelster Myrna Loy, wie (de anti-communistische) Menjou eerder publiekelijk had beschuldigd een communist te zijn.

## Ontvangst
De film kreeg destijds overwegend positieve reacties van de Nederlandse pers. Recensent van Het Vrije Volk noemde het een "charmante film": "Olivia de Havilland is mooi en doortastend [en] John Forstyhe is een fraaie en minnelijke sergeant. Myrna Loy speelt de bijrol van senators-echtgenote heel geestig." Criticus van De Telegraaf omschreef het als "een vrolijk filmpje, waarin men Parijs ziet door Amerikaanse ogen: een mooie, kleurige uitstalkast, waarin tegen een eerbiedwaardige achtergrond Frans raffinement en Franse pikanterie worden geëtaleerd."
Niet alle critici waren echter even positief gestemd over het eindresultaat. Recensent van De Waarheid schreef: "Dat de film niet boven de middelmaat uitkomt, is te wijten aan het feit, dat de makers ervan alles serieus brachten inplaats van  met een tikkeltje zelfspot. Zelfs werd ons een Amerikaanse verlofganger gepresenteerd, wiens doel het niet was om met een aardig meisje wat plezier te hebben." Criticus van Het Parool schreef kritisch over het verhaal: "Misschien lijk ik wat somber, maar als een mop in veertig seconden verteld kan worden, raak ik ongeduldig wanneer men er, al brengt men vakmanschap mee, anderhalf uur voor nodig heeft."